# Каверин, Пётр Павлович
Пётр Павлович Каверин (9 [20] сентября 1794 — 30 сентября [12 октября] 1855, Радивилов) — русский военный деятель, полковник, участник заграничных походов 1813—1815 годов. Прослыл кутилой, лихим повесой и бретёром. В память о нём взял псевдоним неоромантик Вениамин Каверин.

## Происхождение
Из дворян Московской губернии. Сын сенатора (а до того калужского губернатора) Павла Никитича Каверина (1763—1853), внучатый племянник влиятельной при дворе барыни Екатерины Архаровой, правнук генерала А. В. Римского-Корсакова.
Сёстры: Елена (1796—1820), замужем за надворным советником И. 3. Малышевым; Анна (1801—1854); Елизавета, с 1821 замужем за полковником М. А. Щербининым; Мария (1798—1819), замужем за тайным советником А. Д. Олсуфьевым.

## Жизнь и карьера
С 1808 года воспитывался в Московском университетском пансионе. Затем продолжил образование в Московском (1809) и Гёттингенском (1810—1812) университетах, числясь при этом с 1805 года актуариусом при Московском архиве Коллегии иностранных дел.
Вступил в военную службу 15 января 1813 года сотенным начальником Смоленского ополчения. С 13 мая того же года состоял адъютантом при начальнике ополчения генерале Вистицком, поручик с переводом в Ольвиопольский гусарский полк. С 5 февраля 1814 года состоял адъютантом у Беннигсена, за отличие в сражении получил чин штабс-ротмистра.
По окончании военных действий 16 января 1816 года переведён в лейб-гвардии Гусарский полк поручиком, состоял адъютантом у графа Толя. Со 2 февраля 1819 года — штабс-ротмистр. Переведён 17 марта 1819 года в Павлоградский гусарский полк майором. Ссылаясь на нездоровье, вышел в отставку 14 февраля 1823 года подполковником.
К Talon помчался: он уверен,

Что там уж ждёт его Каверин.

Вошёл: и пробка в потолок,

Вина кометы брызнул ток.
В этих строках из первой главы «Евгения Онегина» Пушкин наделил своего героя приятельством с Кавериным, которое он сам водил с 1816 года до высылки на юг. Как и многие другие ветераны заграничных походов, Каверин в это время высказывал широкие либеральные взгляды, до 1821 посещал собрания «Союза благоденствия». В 1817 году юный поэт адресовал старшему приятелю два стихотворения — «Забудь, любезный мой Каверин» и «В нём пунша и войны кипит всегдашний жар…» — в которых создал романтический образ гусара Каверина как «повесы», «шалуна», «мучителя красавиц», вечно томимого «скифскою жаждою».
Помимо Пушкина, из литераторов в круг общения Каверина входили также Грибоедов, Вяземский, Николай Тургенев (их отношения описываются как «порыв экзальтированной геттингенской дружбы, почти влюблённости»). Молва о его гусарских проказах дошла поколение спустя до Лермонтова, который в «Герое нашего времени» приводит следующую присказку «одного из самых ловких повес прошлого времени, воспетого некогда Пушкиным»:
Где нам дуракам чай пить, да ещё со сливками.
По воспоминаниям родственников, даже после запрета на тайные общества Каверин продолжал относиться к масонству «со слепым доверием». Выйдя в отставку, он погрузился в пучину онегинской хандры: «Ежели встретитесь с нашими общими знакомыми, обо мне и о моем счастии или заблуждении — прошу ни слова, — писал он Теплякову, своему знакомому по масонской ложе. — Моё существование кончилось, и я живу не знаю для чего, ничего не желая, в туманном сне воспоминаний; счастие, приятности меня давно забыли, и я об них знаю, как об азбуке, по которой меня читать учили».
В 1818—1821 годах являлся членом тайного общества Союз благоденствия. После восстания декабристов высочайше повелено оставить без внимания и к следствию не привлекался.
Пробыв в отставке три года, Каверин вновь вступил на службу 11 сентября 1826 года майором в Санкт-Петербургский драгунский полк, откуда 23 мая 1827 года переведен в Курляндский драгунский полк. Принимал участие в войне с турками, находился во многих сражениях, подавлял восстание в Польше. Повторно вышел в отставку 5 января 1836 года полковником.
Ввиду стеснённых материальных обстоятельств 11 апреля 1838 года поступил в пограничную стражу и был назначен командиром Волынской пограничной бригады. По службе жил в г. Радзивилове (ныне город Радивилов Ровенской области Украины), где и умер 30 сентября 1855 года. Там же доживал своей век и его отец с женой.
Кладбищенская церковь Св. Павла Фивейского в Радивилове была сооружена в 1856 году вдовой Павла Никитича — Евдокией Кавериной. Здесь и был похоронен П. П. Каверин, рядом с отцом. Захоронения не сохранились.